# Jacques Gautier
Pour les articles homonymes, voir Gautier.
Jacques Gautier, né le 18 septembre 1946 à Aix-en-Provence, est un homme politique français.

## Biographie
Conseiller d'entreprise, Jacques Gautier est maire de Garches de 1989 à 2019 et président de l'Association des maires du département. Il est 1er vice-président du conseil général des Hauts-de-Seine de 2004 à 2007, année de sa démission pour cause de cumul des mandats. En décembre 2006, il est choisi par Nicolas Sarkozy, dont il est alors un proche, pour lui succéder à la présidence de l'Établissement public d'aménagement de La Défense (EPAD).
Le 25 juin 2007, il devient sénateur des Hauts-de-Seine, à la suite de la nomination de Roger Karoutchi comme secrétaire d'État chargé des Relations avec le Parlement dans le gouvernement Fillon. Il est réélu sénateur le 25 septembre 2011, à la tête d'une liste divers droite.
Il soutient Alain Juppé pour la primaire présidentielle des Républicains de 2016.
Il démissionne de son mandat de sénateur à la fin de l’année 2016, laissant sa place à la suivante de sa liste, Marie-France de Rose,.

## Détail des mandats et fonctions
- Sénateur des Hauts-de-Seine (2007-2009 ; 2009-2016)
- Conseiller métropolitain de la Métropole du Grand Paris (à partir de 2016)
- Vice-président de l'EPT Paris Ouest La Défense (à partir de 2016)
- Président de l'Association des maires des Hauts-de-Seine (à partir de 1999)
- Maire de Garches (1989-2019)
- Premier vice-président du conseil général des Hauts-de-Seine auprès de Nicolas Sarkozy (d'avril 2004 à juillet 2007). Auparavant, vice-président, chargé de la Jeunesse, des Sports et des Loisirs (de 1993 à 2004)
- Conseiller général du canton de Garches (de 1988 à juillet 2007)
- Président de l'Établissement public d'aménagement de La Défense (jusqu'en juillet 2007)
- Premier vice-président du Syndicat des eaux de Versailles et de Saint-Cloud (jusqu'en juillet 2007)
- Vice-président de la communauté d'agglomération Cœur de Seine
- Président (2004[5]-2016[6]) du Syndicat pour l'élimination des ordures ménagères des Hauts-de-Seine (SYELOM)